# Бартеньєвка (Севастополь)
Барте́ньєвка (крим. Bartenyevka, ранше — Базаржи́к, крим. Bazarjık) — скасоване селище Севастопольської міськради, зараз — місцевість (район) в Севастополі на Північній стороні (Нахімовського району).
Бартеньєвка займає територію від вулиці Челюскінців до Братського кладовища (у минулому територія уздовж дороги від причалів «Північна сторона» — Любимівка за 2 км північніше Севастопольської бухти).

## Історія
Селище Бартеньєвка (інші назви місцевості — Базаржик, Базарне, Будьонівка, слобода Північна) виникло наприкінці XIX століття — на  триверстовій  мапі 1865—1876 року селище ще не позначене, а на верстовій мапі 1886 року в Бартеньєвці вже числилося 93 двори з російським населенням. Назва селища походить від прізвища Ф. Д. Бартеньєва, командира Північного укріплення під час оборони Севастополя.
Згідно Списку населених пунктів Кримської АРСР по Всесоюзному перепису 17 грудня 1926, село Бартеньєвка (воно ж Будьонівка) було центром Бартеньєвської сільради Севастопольського району. 15 вересня 1930, постановою Кримського ЦВК, було проведено нове районування і створений Балаклавський татарський національний район, куди увійшла і Бартеньєвка. 30 жовтня 1930, постановою ВЦВК, село приєднали до Севастополя, хоча в документах селищна рада фігурує до 1939 року.

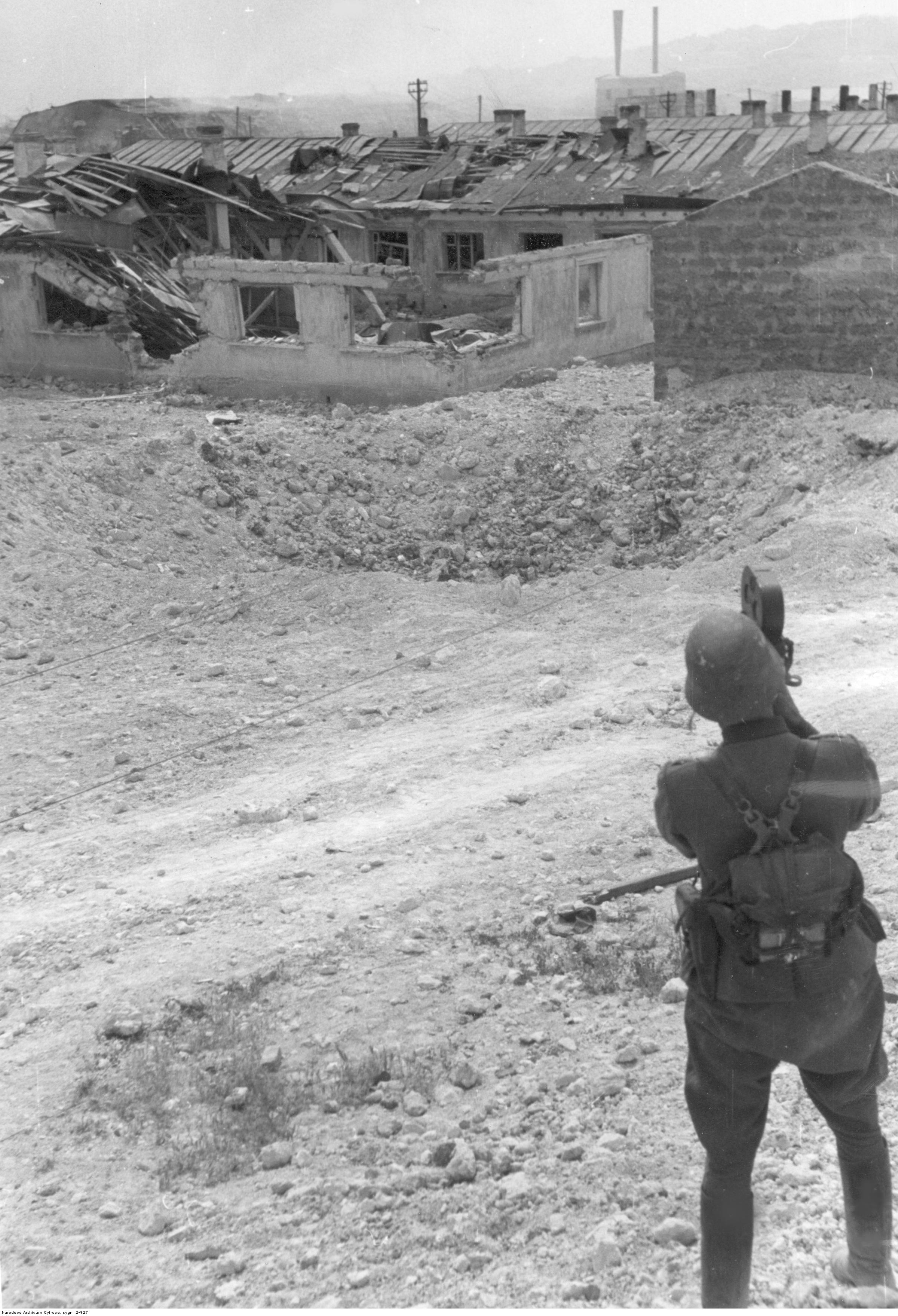
Німецький кінооператор знімає руйнування Бартеньєвки, червень 1942 року.

Сучасна забудова Бартеньєвки являє собою, в основному, приватний сектор і, меншою мірою, будівлі радянського повоєнного часу. Поодинокі багатоповерхівки споруди 70-х років. Основні вулиці — Ціолковського, Богданова, Челюскінців.